# Leandra salicina
Leandra salicina är en tvåhjärtbladig växtart som först beskrevs av Nicolas Charles Seringe och Dc., och fick sitt nu gällande namn av Célestin Alfred Cogniaux. Leandra salicina ingår i släktet Leandra och familjen Melastomataceae. Inga underarter finns listade i Catalogue of Life.